# Komet LINEAR-NEAT 2
Komet LINEAR-NEAT 2 ali 193P/LINEAR-NEAT ali   je periodični komet z obhodno dobo okoli 6,6 let.

 Komet pripada Jupitrovi družini kometov .

## Odkritje
Komet so odkrili v programih LINEAR in NEAT v letu 2001. Imel je magnitudo 17,3. 
 
Leta 2007 so ga zopet opazili K. Sarneczky in L.L. Kiss na Observatoriju Siding Spring .
Takrat je imel magnitudo 19,8 .